# کابسائو
لوئیس مورایس با نام مستعار کابسائو (پرتغالی: Cabeção; ۲۳ اوت ۱۹۳۰ – ۶ ژانویهٔ ۲۰۲۰) بازیکن فوتبال اهل برزیل بود.
از باشگاه‌هایی که در آن بازی کرده‌است می‌توان به باشگاه ورزشی پورتوگیزا، باشگاه فوتبال کورینتیانس، و باشگاه ورزشی بانگو اشاره کرد.
وی همچنین در تیم ملی فوتبال برزیل بازی کرده‌است.